# Chloroclystis hypotmeta
Chloroclystis hypotmeta är en fjärilsart som beskrevs av Louis Beethoven Prout 1934. Chloroclystis hypotmeta ingår i släktet Chloroclystis och familjen mätare. Inga underarter finns listade i Catalogue of Life.